# Advanced Combat Rifle
Advanced Combat Rifle (ACR) («передова штурмова гвинтівка») — програма армії США, запущена в 1986, для пошуку заміни штурмовій гвинтівці M16.  В умовах бою середній солдат з M16 міг гарантовано влучити в ціль на відстані в 45 метрів, але на відстані 220 метрів влучність падала до одного влучання з десяти. Саме тому наприкінці 1980-х було запущено програму ПШГ для створення зброї яка могла б подвоїти цей показник. Програмі ПШГ передували старі програми, наприклад Особиста зброя спеціального призначення. Програму було закрито в 1990 році коли витрати сягнули 300 млн. доларів.

## Етапи I та II
Перший етап програми стартував в лютому 1986 року коли шість компаній отримали контракти на розробку: AAI Corporation, Ares Incorporated, Colt's Manufacturing Company, Heckler & Koch (H&K), McDonnell Douglas Helicopter Systems (MDHS) та Steyr Mannlicher.
До початку другого етапу зі списку було викреслено дві гвинтівки. Компанії подали на апеляцію і навіть були відновлені контракти, але було надто пізно оскільки програму ПШГ було закрито.
Компанія Юджина Стоунера Ares Incorporated також представила свою Advanced Individual Weapon System (AIWS — англ. Провідна особиста збройна система), яка використовувала 5 мм трасуючий набій, але вона вийшла з участі через поточні проблеми. Деякі розробки AIWS було використано в конструкції Штайра, а саме "камора, що піднімається" та "телескопічний" набій.
McDonnell Douglas Helicopter Systems, спочатку Г'юз Гелікоптерз, планували представити свою конструкцію з набоєм який мав пластикову гільзою і був прозваний chiclet через свою квадратну форму. Спочатку набій мав подвійний або потрійний заряд у порівнянні зі звичайними набоями, але віддача була занадто високою, тому набій замінили флешеттами, спочатку в 11-міліметровому набої їх було п'ять, а потім в 8,6-міліметровому набої їх стало три.

## Етап III

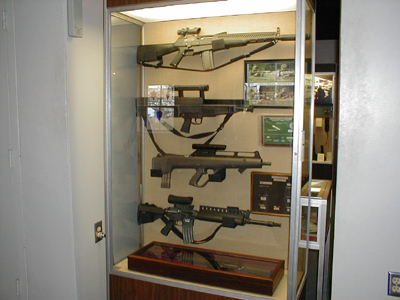
Згори до низу, тестові гвинтівки програми ПШГ від AAI, HK, Steyr та Colt

Третій етап було розпочато у серпні 1989, коли компанії AAI, Colt, HK та Steyr представили тестові зразки.

### AAI
AAI Corporation представила на випробування свій останній варіант з лінійки експериментальних гвинтівок для стрільби флешеттами. Гвинтівка використовувала стандартну гільзу від набою 5,56×45 мм з якої вистрілювалися флешетти 1,6×41,27 мм вагою 0,66 грамів на швидкості 1402 м/с. Однією з найбільших проблем цієї зброї був сильний звук пострілу, який було складно прибрати через використання підкаліберного набою з піддоном. В результаті AAI додали дуловий полум'ягасник/глушник який зменшував шум до рівня шуму пострілу з M16A2. Хоча зброя використовувала стандартний набій 5,56×45 мм, використовувати звичайні набої в гвинтівці було небезпечно через іншу конструкцію газовідвідної систем. Щоб солдати не могли використовувати стандартні набої 5,56×45 мм НАТО було розроблено спеціальний магазин, але набій можна було зарядити вручну. Не зважаючи на невелику віддачу при стрільбі флешеттами, зброя мала обмеження на чергу з трьох пострілів. Ця конструкція була простішою ніж перші моделі, де можна було стріляти флешеттами в автоматичному режимі або набоями 5,56 мм НАТО в далекі відстані в напівавтоматичному режимі.

### H&K
Серія Heckler & Koch G11 використовувала безгільзові набої де заряд було спресовано разом з кулею, що робило набій меншим і легшим. Нова версія гвинтівки K2 для програми ПШГ містила 45 набоїв в довгому магазині який розташовувався над стволом, що створювало незвичайний і дещо блочний вигляд.

### Steyr
Іншою гвинтівкою яка стріляла флешеттами стала Steyr ACR. Штайр відрізнявся від AAI набоєм який мав пластикову гільзу для зменшення ваги. В результаті механізм був дуже складним, в ньому рухався не сам затвор, а камора. Після пострілу камора рухалася вниз де новий набій витискав стріляну гільзу через отвір за пістолетним руків'ям. Потім камора рухалася догори пружиною на бойову позицію, де замикалася фіксованим затвором. Після пострілу, піддон з флешеттами рухався вперед стволом і відкидався після виходу зі стволу. Це було визнано небезпечним в умовах бою, оскільки піддон міг влучити в своїх солдат або відрикошетити від землі. Як і гвинтівка від AAI, Штайр мав обмеження черги на три постріли.

### Colt

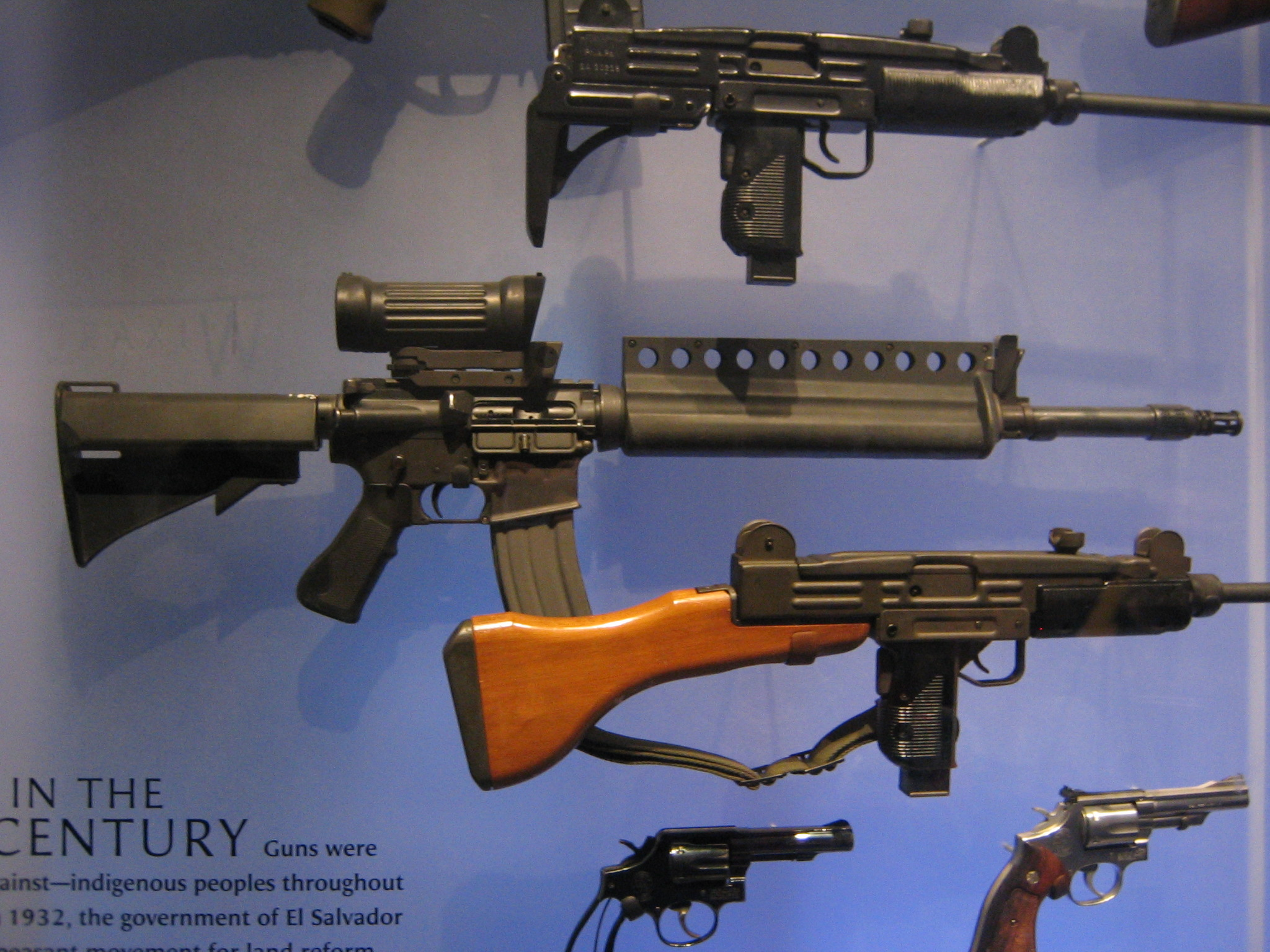
Colt ACR/M16A2E2

Однією з найбільш традиційних гвинтівок став прототип Colt ACR, який по суті був глибокою модифікацією M16A2. Було встановлено нову оптичну прицільну систему, гідравлічний буфер для пом'якшення віддачі при автоматичній стрільбі та складний приклад схожий на той, що використовували на карабіні M16. Основною зміною в конструкції було використання "дуплексних набоїв", в одній гільзі містилися дві невеликих кулі. Olin Corporation розробила три різних набої для випробувань, перший містив дві вольфрамових кулі у довгій гільзі, другий мав гільзу стандартної довжини з двома 1,7-грамовими, 4-міліметровими вольфрамовими кулями, а третій також мав стандартну гільзу з двома 5,7-міліметровими кулями, одна куля важила 2,3 грами, інша 2,1 грами. Саме третій варіант було обрано для випробувань. Основною ідеєю було збільшення кількості куль за один постріл. Проте, сильне зниження точності, потребувало стрільцю носити звичайні набої для стрільби на далекі відстані.

## Результат
Хоча всі конструкції працювали добре, жодна не змогла на 100% перевищити покращену гвинтівку M16A2, як того вимагали програма. В 1986-1987 роках піхотна школа армії США видало звіт, де зазначалося, що гвинтівка, як зброя, досягла свого піку розвитку і єдиним покращенням може стати використання вибухових боєголовок. Це призвело до закриття програми ПШГ в квітні 1990 року і дало початок програмі Індивідуальної зброї, для певних задач. Загальна вартість програми становила приблизно 300 млн. дол. США.